# Faurea wentzeliana
Faurea wentzeliana är en tvåhjärtbladig växtart som beskrevs av Adolf Engler. Faurea wentzeliana ingår i släktet Faurea och familjen Proteaceae. Inga underarter finns listade i Catalogue of Life.